# Djordje Djokovic
Djordje Djokovic ( Cirílico serbio : Ђорђе Ђоковић , romanizado : Đorđe Đoković ; 17 de julio de 1995) es un tenista inactivo serbio y director del torneo del Abierto de Serbia , jugado en el Novak Tennis Center de su hermano Novak. Es el hijo menor de Dijana y Srđan Đoković. Es el hermano menor del condecorado tenista Novak Djokovic y Marko Djokovic.

## Carrera
El mayor logro profesional de Djordje Djokovic hasta la fecha es llegar a los cuartos de final de dobles en el Abierto de China del 2015.

## Vida personal
El 12 de septiembre del 2022, Djordje se casó con Aleksandra Saska Veselinov, sobrina de Dragan Veselinov, exministro de Agricultura de Serbia.

## Estadísticas

### Finales en Challengers y torneos futures

#### Dobles 1 (1–0)
| Legend            |
| ----------------- |
| Challengers (0–0) |
| Futures (1–0)     |

| Resultado | #  | fecha               | Torneos             | Superficie | Compañeros    | Oponentes                  | Resultado |
| --------- | -- | ------------------- | ------------------- | ---------- | ------------- | -------------------------- | --------- |
| Winner    | 1. | 20 de julio de 2013 | Belgrado, Serbia F5 | Dura       | Matthew Short | Ivan Sabanov Matej Sabanov | 7–5, 6–3  |